# Mimoun Ouled Radi
Mimoun Ouled Radi (Amsterdam, 5 juni 1977) is een Nederlands-Marokkaanse acteur.

## Biografie
Mimoun Ouled Radi werd op 5 juni 1977 te Amsterdam-Oost geboren. Tijdens zijn studietijd belandde hij in de zeer succesvolle film Shouf Shouf Habibi en later in de televisieserie Shouf Shouf de serie. Daarna volgden er rollen in de films als Kicks, Gangsterboys, Briefgeheimen en Zombibi. Naast het acteren heeft Mimoun verschillende programma’s gepresenteerd. 
In 2011 speelde hij een kleine rol in de Engelstalige actiefilm Amsterdam Heavy. 
In 2013 was Mimoun Ouled Radi de winnaar van het realityprogramma Atlas van de AVRO, waarin twaalf bekende Nederlanders het tegen elkaar en zichzelf opnemen tijdens een extreme tocht door het Atlasgebergte.

## Film en televisie
| Jaar      | Titel                                        | Wat                | Rol                   |
| --------- | -------------------------------------------- | ------------------ | --------------------- |
| 2000      | Blauw blauw                                  | Televisieserie     | jongen                |
| 2004      | Shouf Shouf Habibi!                          | Film               | Rachid Boussabon      |
| 2006      | Koppensnellers                               | Televisieserie     | Marokkaan Mo          |
| 2006      | K3 en het ijsprinsesje                       | Film               | Alladin               |
| 2007      | Kicks                                        | Film               | Nordin                |
| 2006-2009 | Shouf Shouf!                                 | Televisieserie     | Rachid Boussabon      |
| 2010      | Gangsterboys                                 | Film               | Achmed                |
| 2010      | Briefgeheim                                  | Film               | Meester               |
| 2011      | Amsterdam Heavy                              | Film               | De Vries              |
| 2012      | Als je verliefd wordt                        | Film               | -                     |
| 2012      | Zombibi                                      | Film               | Mo                    |
| 2012      | Snackbar                                     | Film               | Najib                 |
| 2012      | De meisjes van Thijs                         | Televisieserie     | Broer                 |
| 2013      | Atlas                                        | Televisieprogramma | Kandidaat (winnaar)   |
| 2014      | Stella en de tocht naar huis                 | Televisieserie     | Lopti                 |
| 2014      | Flikken Maastricht                           | Televisieserie     | Koen                  |
| 2016      | SpangaS                                      | Televisieserie     | Meneer Opheim         |
| 2019      | De club van lelijke kinderen: De staatsgreep | Televisieserie     | Deniz (vader van Kai) |
| 2019      | De club van lelijke kinderen                 | Film               | Vader van Kai         |
| 2019-2020 | H3L                                          | Televisieserie     | Conciërge Boda        |